# Raúl Muñoz
Raúl Muñoz (ur. 12 października 1915) – chilijski lekkoatleta, sprinter. 
Podczas igrzysk olimpijskich w Berlinie (1936) odpadł w eliminacjach na 400 metrów uzyskując czas 50,5.
Na mistrzostwach Ameryki Południowej w 1939 zdobył brązowe medale na 400 metrów (z czasem 49,6) oraz w sztafecie 4 × 400 metrów – chilijska sztafeta z Muñozem na ostatniej zmianie ustanowiła rezultatem 3:20,2 rekord kraju w tej konkurencji.

## Rekordy życiowe
- Bieg na 400 metrów – 49,1 (1939)